# 칼리돈

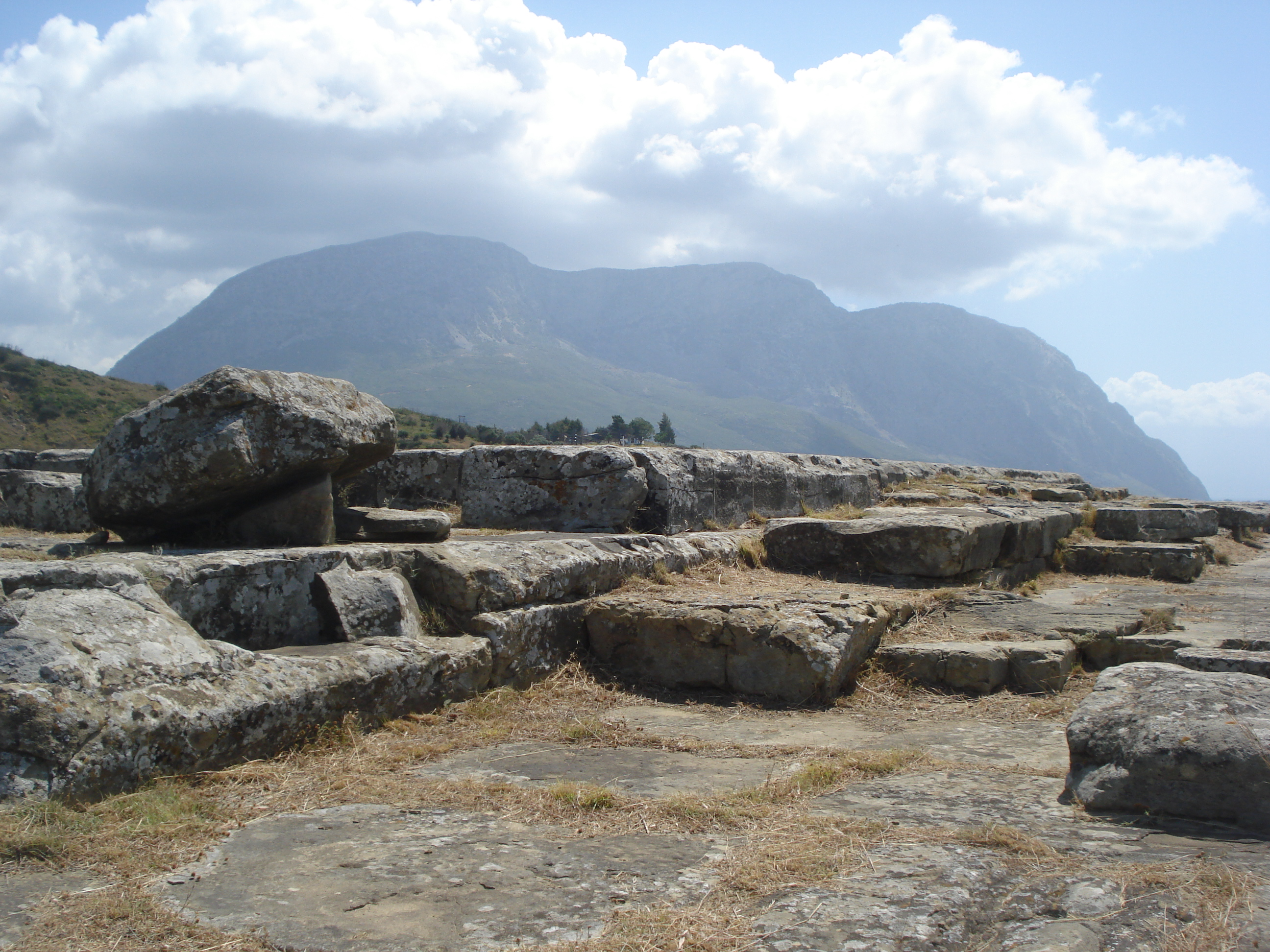

칼리돈(그리스어: Καλυδών)은 고대 그리스의 도시 이름으로 아이톨리아 지역에 아켈로스 강과 에베노스강 사이에 위치했다고 한다.
그리스 신화에 따르면 이 칼리돈은 도시를 세운 칼리돈의 이름을 따서 지어졌으며 아르테미스 여신과 아폴론 신에게 헌정된 성스러운 지역으로 여겨졌다. 그리스 신화에서 멧돼지 사냥의 일화로도 유명하다.
기원전 31년, 로마의 옥타비아누스가 이 도시의 주민을 모두 새로운 식민도시인 니코폴리스로 이주시켰으며 이 도시의 황금, 상아 조작등 아르테미스 여신에게 바쳐진 많은 유물도 모두 다른 곳을 옮겼다.

## 같이 보기
- 오이네우스